# Lardizabaloideae
Lardizabaloideae  (лат.) — подсемейство двудольных растений, входящее в семейство Лардизабаловые (Lardizabalaceae).

## Трибы
Подсемейство включает 7 родов в двух трибах:
Триба Lardizabaleae, включает шесть родов:
- Akebia Decne. — Акебия
- Archakebia C.Y.Wu, T.C.Chen & H.N.Qin
- Boquila Decne.
- Holboellia Wall. — Хольбелия
- Lardizabala Ruiz & Pav. — Лардизабала
- Stauntonia DC. — Стаунтония

Триба Sinofranchetieae, включает один род:
- Sinofranchetia (Diels) Hemsl.